# Georg A. Profé
Georg Alfred Profé (* 22. Januar 1908 in Leipzig; † 1977 in Berlin; auch als Georg Profe und Georg A. Profe geführt) war ein deutscher Schauspieler, Filmproduzent und Regisseur.

## Leben
Nach Abschluss der Oberrealschule absolvierte Georg A. Profé eine kaufmännische Lehre und erhielt im Anschluss daran eine Ausbildung an der Schauspielschule von Helene Lackner in Berlin. Bis 1931 übte er zunächst eine kaufmännische Tätigkeit aus und wendete sich ab 1932 dem Schauspielfach zu. Ab 1939 war er darüber hinaus Regieassistent und Produktionsleiter bei der Bavaria, der Euphono-Film und der Märkischen Film GmbH Berlin. Nach dem Wehrdienst (1943 bis 1945) wurde er im Jahr 1947 Inhaber einer Gastspieldirektion und fungierte von 1950 bis 1955 als Produktionschef bei der Meridian-Film GmbH.
Ab dem Jahr 1933 wirkte Georg A. Profé auch regelmäßig in Filmproduktionen mit. Darunter befanden sich die Spielfilme Der Maulkorb von Erich Engel mit Ralph Arthur Roberts, Hilde Weissner und Will Quadflieg und Friedemann Bach von Traugott Müller mit Gustaf Gründgens, Eugen Klöpfer und Wolfgang Liebeneiner. Auch in den 1960er Jahren konnte man ihn in den Schlagerfilmen Im schwarzen Rößl von Franz Antel mit Karin Dor, Hans von Borsody und Peter Kraus und Die lustigen Vagabunden von Kurt Nachmann mit Peter Kraus, Peter Vogel und Ann Smyrner sehen. Seine letzte Rolle verkörperte er 1968 in dem Edgar-Wallace-Film Der Gorilla von Soho von Alfred Vohrer mit Horst Tappert, Uschi Glas und Uwe Friedrichsen.
Georg A. Profé war in erster Ehe mit der Schauspielerin und Sängerin Ilse Hülper verheiratet.

## Filmografie (Auswahl)
- 1933: Ganovenehre
- 1935: Hermine und die sieben Aufrechten
- 1935: Mazurka
- 1935: Ich war Jack Mortimer
- 1935: Anschlag auf Schweda
- 1936: Kater Lampe
- 1936: Die Stunde der Versuchung
- 1936: Ein Lied klagt an
- 1936: Ein Hochzeitstraum
- 1937: Psst, ich bin Tante Emma (Kurzfilm)
- 1937: Es wird nichts so fein gesponnen (Kurzfilm)
- 1937: Liebe geht seltsame Wege
- 1937: Gefährliches Spiel
- 1937: Revolutionshochzeit
- 1938: Das große Abenteuer
- 1938: Der Maulkorb
- 1938: Kameraden auf See
- 1938: Es leuchten die Sterne
- 1938: Der Schein trügt (Kurzfilm)
- 1938: Schwarzfahrt ins Glück
- 1938: Sergeant Berry
- 1938: Lauter Lügen
- 1939: Im Namen des Volkes
- 1939: Der Gouverneur
- 1939: Die Frau ohne Vergangenheit
- 1939: Die barmherzige Lüge
- 1939: Maria Ilona
- 1940: Der dunkle Punkt
- 1940: Friedrich Schiller – Der Triumph eines Genies
- 1940: Falschmünzer
- 1941: Friedemann Bach
- 1941: Stukas
- 1952: Mein Herz darfst Du nicht fragen
- 1954: Konsul Strotthoff
- 1954: Alles für dich, mein Schatz (als Regisseur, Drehbuchautor und Produzent)
- 1955: Michael Kramer (Fernsehfilm)
- 1961: Im schwarzen Rößl
- 1963: Die lustigen Vagabunden
- 1968: Der Gorilla von Soho
- 1972: Wir 13 sind 17